# 中央 (春日部市)
中央（ちゅうおう）は、埼玉県春日部市にある地名。現行行政地名は中央一丁目から八丁目。一丁目から三丁目の一部で住居表示実施済み。郵便番号は344-0067。

## 地理
埼玉県の東部地域で、春日部市の中央部に位置しており、中心部には春日部市役所があり春日部市の行政の中心を担っている。北方から西方にかけて粕壁、西方に豊町 (春日部市)や 西八木崎、南方には大沼、谷原、東方に南が接している。西端には埼玉県道2号さいたま春日部線が南北に通っている。北方には春日部駅があり、西口広場は中央であるが、駅舎は隣接する粕壁に所在している。中央部には春日部市立八木崎小学校がある。
河川
- 会之堀川

## 歴史
- 1969年（昭和44年）7月26日 - 住居表示の実施により、大字粕壁、大字新方袋の各一部から中央一丁目〜三丁目が成立[5]。
- 1979年（昭和54年）7月21日 - 大字粕壁、大字原田新田の各一部から中央四丁目〜八丁目が成立[6]。
- 2005年（平成17年）10月1日 - 春日部市が北葛飾郡庄和町と合併し、新たな春日部市が発足、同市の町丁となる。
- 2016年（平成28年）7月 - 中央七丁目に立地していた春日部市立病院が春日部市立医療センターに改称した上で、中央町第一公園の場所に新築移転する。
- 2024年（令和6年）1月4日 - 地内の春日部市役所庁舎が、春日部市立病院の場所に新築移転する。旧庁舎は取り壊され、（新）中央町第1公園が整備される予定。また、第三別館跡地には駐車場が設置される。

## 世帯数と人口
2017年（平成29年）10月1日現在の世帯数と人口は以下の通りである。
| 丁目       | 世帯数    | 人口     |
| ---------- | --------- | -------- |
| 中央一丁目 | 1,292世帯 | 2,216人  |
| 中央二丁目 | 779世帯   | 1,610人  |
| 中央三丁目 | 898世帯   | 2,093人  |
| 中央四丁目 | 230世帯   | 511人    |
| 中央五丁目 | 607世帯   | 1,197人  |
| 中央六丁目 | 260世帯   | 497人    |
| 中央七丁目 | 490世帯   | 1,068人  |
| 中央八丁目 | 393世帯   | 841人    |
| 計         | 4,949世帯 | 10,033人 |

## 小・中学校の学区
市立小・中学校に通う場合、学区は以下の通りとなる。
| 丁目       | 番地                             | 小学校                 | 中学校                 |
| ---------- | -------------------------------- | ---------------------- | ---------------------- |
| 中央一丁目 | 42〜48番地 54〜55番地 58〜59番地 | 春日部市立粕壁小学校   | 春日部市立大沼中学校   |
| 中央一丁目 | 49〜53番地 56〜57番地            | 春日部市立八木崎小学校 | 春日部市立大沼中学校   |
| 中央一丁目 | その他                           | 春日部市立八木崎小学校 | 春日部市立春日部中学校 |
| 中央二丁目 | 13〜22番地                       | 春日部市立八木崎小学校 | 春日部市立大沼中学校   |
| 中央二丁目 | その他                           | 春日部市立八木崎小学校 | 春日部市立春日部中学校 |
| 中央三丁目 | 1〜9番地 16〜20番                | 春日部市立八木崎小学校 | 春日部市立春日部中学校 |
| 中央三丁目 | その他                           | 春日部市立八木崎小学校 | 春日部市立大沼中学校   |
| 中央四丁目 | 全域                             | 春日部市立八木崎小学校 | 春日部市立大沼中学校   |
| 中央五丁目 | 全域                             | 春日部市立八木崎小学校 | 春日部市立大沼中学校   |
| 中央六丁目 | 全域                             | 春日部市立八木崎小学校 | 春日部市立大沼中学校   |
| 中央七丁目 | 1番地                            | 春日部市立粕壁小学校   | 春日部市立大沼中学校   |
| 中央七丁目 | その他                           | 春日部市立上沖小学校   | 春日部市立大沼中学校   |
| 中央八丁目 | 全域                             | 春日部市立上沖小学校   | 春日部市立大沼中学校   |

## 公園
春日部市役所のすぐ南側の隣接地に中央町第一公園があったが、春日部市立医療センターの用地とするため2014年（平成26年）に廃止された。春日部市役所の移転に伴ない、その跡地に新たな中央町第1公園が整備される予定。また、かつては地内（一〜三丁目のうち）に市立交通公園も存在した。
- 中央町第二公園
- 中央町第三公園
- 中央町第四公園 - 旧交通公園
- 中央町第五公園
- 中央町第六公園
- ちびっこ広場
- ふじ広場

## 施設
- 春日部市役所
- 春日部年金事務所
- 春日部合同庁舎
  - さいたま地方法務局 春日部出張所

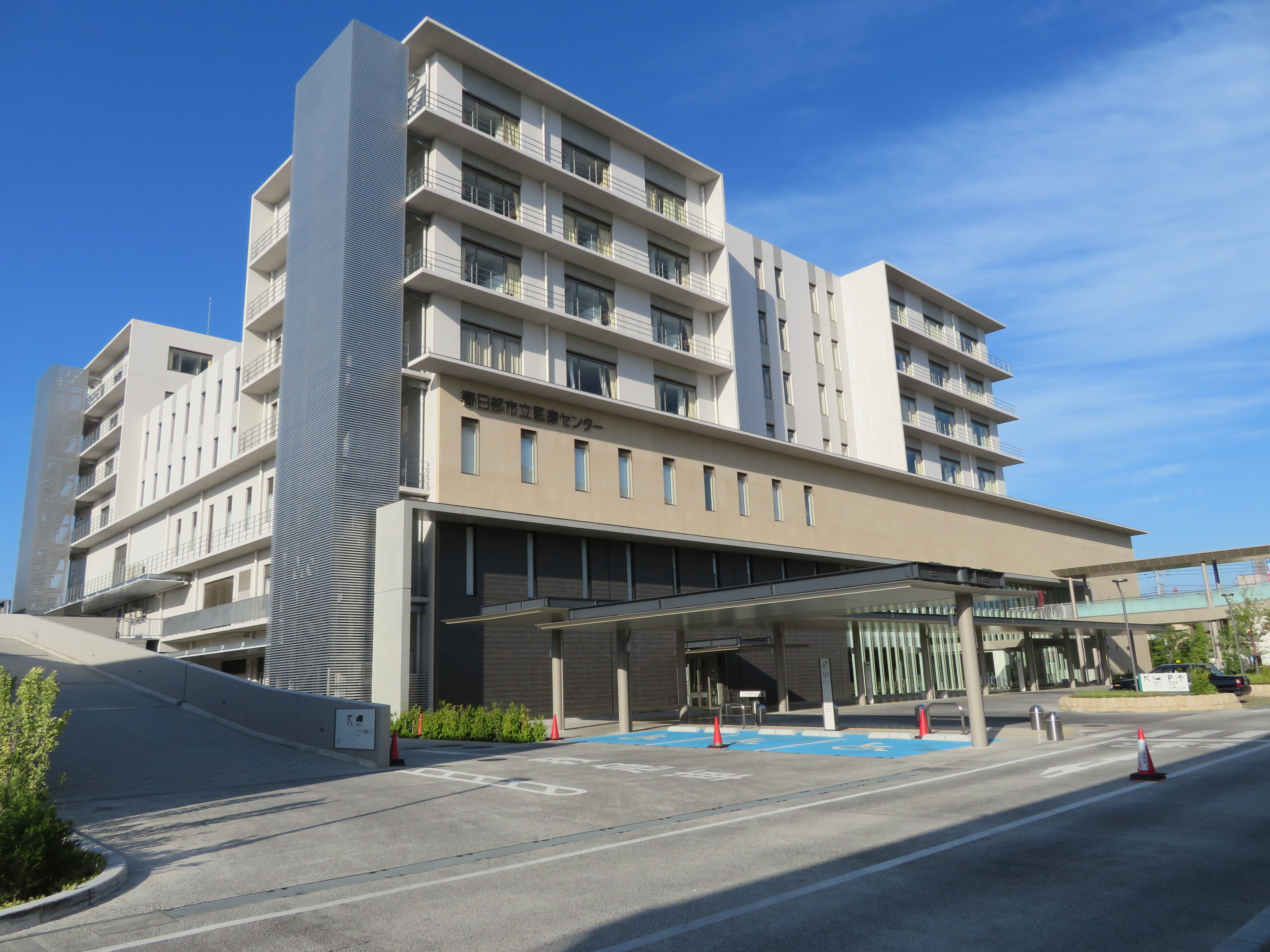
春日部市立医療センター

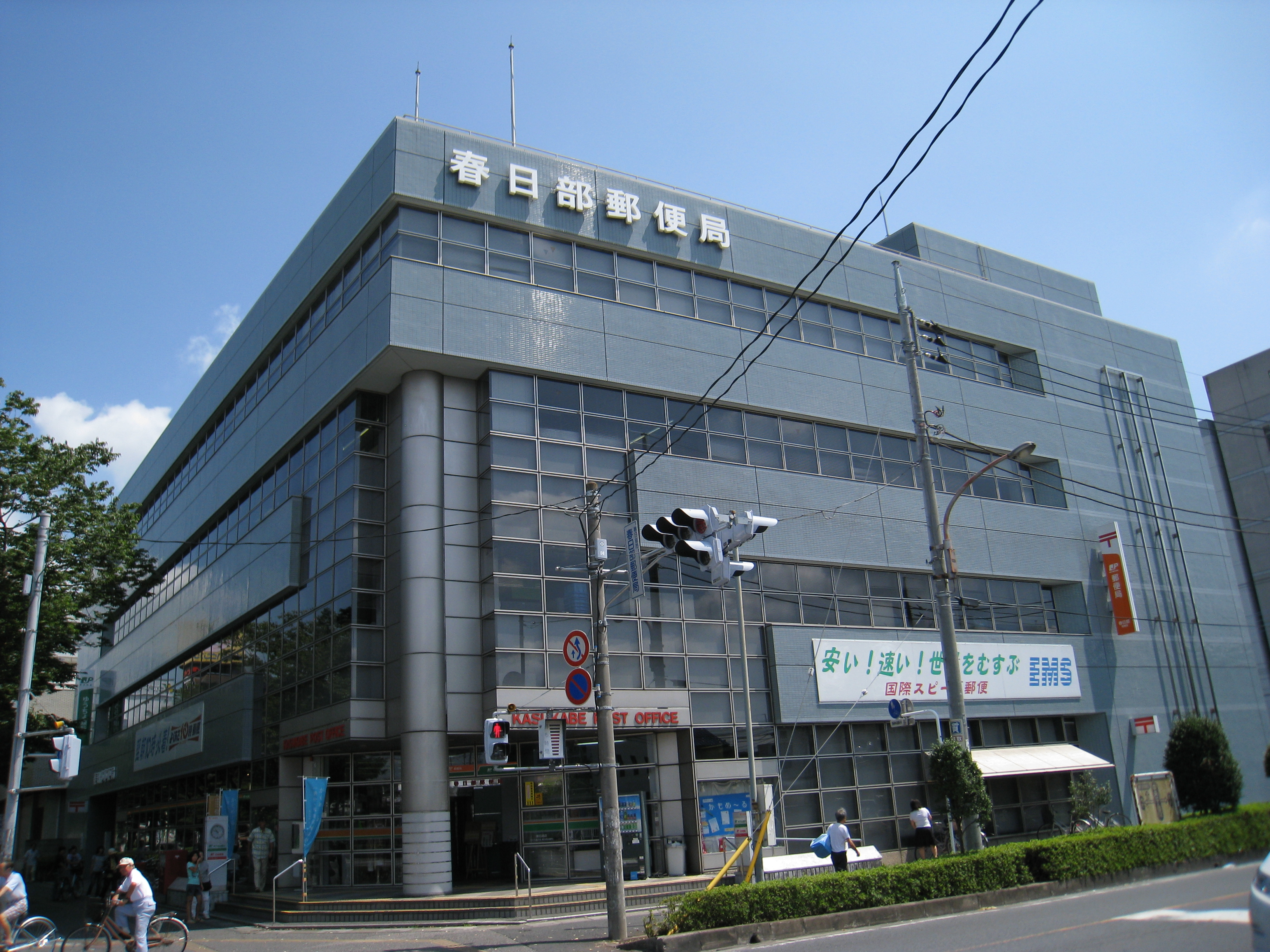
春日部郵便局

  - 自衛隊埼玉地方協力本部 春日部募集案内所
- 春日部市総合福祉センターあしすと
- 春日部市立医療センター
- 春日部郵便局
- 埼玉りそな銀行春日部西口支店
- 春日部市立八木崎小学校
- 八木崎区画整理記念館
- 稲荷神社
- 八幡社
- セレモニー春日部ホール
- イトーヨーカドー春日部店 - クレヨンしんちゃんの「サトーココノカドー」のモデルとなった店舗。
  - アニメだ！埼玉 発信スタジオ - 埼玉県物産観光協会が運営する観光施設。